# Demetrio Zorita Alonso
Demetrio Zorita Alonso (Ponferrada, León; 5 de octubre de 1917-Torrejón de Ardoz, Madrid; 27 de noviembre de 1956) fue un militar y aviador español, conocido por ser el primer aviador español en superar la barrera del sonido.

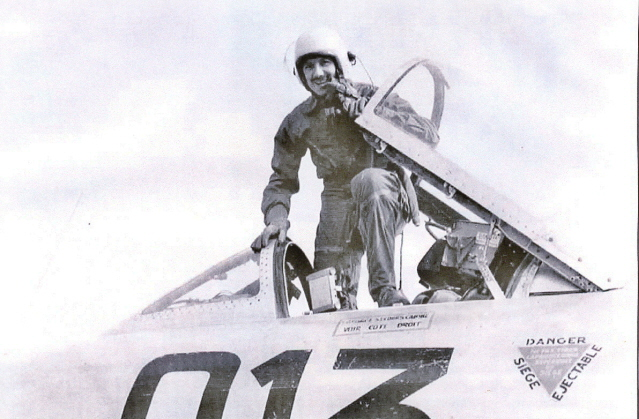
Zorita saliendo de la cabina del avión Mystère con el que realizó el vuelo supersónico en 1954

## Biografía

### Guerra civil española
Cuando estalló la guerra civil española, Zorita tenía 18 años y se estaba preparando para ingresar en la Escuela de Ingenieros de Caminos. La Guerra le sorprende de vacaciones en León, habiendo quedado su familia en Madrid. Zorita permanece en León. Nueve meses después de estallar la Guerra se incorpora al bando nacional, e ingresa voluntario como soldado el 13 de abril de 1937, en el Regimiento de Infantería «Burgos» n.º 31 de León, que se encontraba combatiendo en el Frente de León, en el sector de La Robla.
A finales de abril su batallón es destinado al Frente Norte, siendo designado el 28 de abril para proteger la plaza de Guernica, hasta que el 10 de mayo su batallón es enviado al Frente de Vizcaya, participando en diversos combates en las semanas siguientes.
En septiembre es destinado a la Plana Mayor del Primer Batallón, estacionado en el Frente de León, participando en diversos combates en ese frente, hasta que a finales de octubre es seleccionado para realizar el curso de Piloto de avión.
Tras incorporarse a la Base Aérea de Tablada, en Sevilla, es seleccionado por sus conocimientos del idioma alemán para ir a realizar el curso de pilotos en Alemania, a donde parte en diciembre de 1937, regresando el 17 de julio de 1938 a España. Tras finalizar el curso recibe el título de Piloto Militar de Aeroplano y es ascendido a alférez provisional de Aviación, siendo destinado a la escuadrilla de caza 8-E-3, destacada en Sevilla. El 8 de agosto realiza su primera misión de guerra, en el Frente de Andalucía, entablando combate por primera vez el 12 de agosto en el sector de Cabeza de Buey, combatiendo en unión de su escuadrilla contra varios Polikarpov I-15 republicanos.
El 7 de octubre toma el mando de su escuadrilla el capitán Arístides García-López Rengel, un As que terminaría la guerra con 17 aviones derribados. Durante los meses siguientes continúa combatiendo en el frente de Andalucía, reclamando un derribo probable, el 9 de febrero de 1939, un caza I-15. En marzo de 1939 su escuadrilla se incorpora al grupo de caza 2-G-3, que forma parte de la 7.ª Escuadra de Caza del Comandante Joaquín García-Morato, siendo cambiado el nombre de su escuadrilla, pasando de ser la 8-E-3 a denominarse 4-E-3.
Finaliza la guerra con más de 400 horas de vuelo, 119 servicios de guerra y habiendo participado en al menos 7 combates aéreos.

### Posguerra
En agosto de 1939 es destinado al 21.º Grupo de Caza ubicado en Getafe, y en septiembre asciende a Teniente Provisional.
En mayo de 1940, ingresa como alumno de la Primera Promoción en la Academia de Aviación de León para hacer el curso de capacitación para Oficial Profesional de Aviación.

### Segunda Guerra Mundial
Un año y nueve meses después de empezada la Segunda Guerra Mundial, el 22 de junio de 1941, el Ejército alemán invade la Unión Soviética.
El régimen de Franco decide enviar una división de voluntarios denominada División Azul para apoyar a la Alemania Nazi contra Stalin. Esto permitiría a Franco devolver el apoyo de Hitler mientras mantenía a España en su estatus de no beligerante.
El Ejército del Aire no quiere quedarse al margen y crea una escuadrilla de pilotos de caza voluntarios, la 1.ª Escuadrilla Expedicionaria de Voluntarios o 1.ª Escuadrilla Azul, para combatir en el Frente Ruso al lado de la Luftwaffe alemana. El 85% de los hombres que tenían la cualificación de pilotos u observadores en la aviación española, se ofrecieron voluntarios.
A mediados de julio, Demetrio Zorita y los otros 16 pilotos seleccionados para formar la 1.ª Escuadrilla Azul son concentrados en el Aeródromo de Barajas, donde realizan diversos vuelos de entrenamiento en el avión de caza Me-109, avión que es la espina dorsal de la aviación de caza de la Luftwaffe en 1941.
A finales de julio parten hacia Alemania, a la escuela de caza de la Luftwaffe de Werneuchen, cerca de Berlín, para recibir entrenamiento en las tácticas y procedimientos usados por la Luftwaffe, permaneciendo en agosto en dicha escuela.
Demetrio Zorita, al hablar alemán, es designado por el Comandante de la Escuadrilla Ángel Salas Larrazábal para partir el primero, hacia el frente ruso, yendo como avanzadilla de la escuadrilla.
El 23 de agosto parte para el Frente Ruso. El día 24 sale en misión de combate incorporado a una escuadrilla alemana, despegando desde el aeródromo de Soltzy en un Me-109.
El 27 de agosto, se entrevista con Wolfram von Richtofen, que había dirigido la Legión Cóndor durante la guerra civil española, y tenía bajo sus órdenes entre otros grupos de caza al 27.º Grupo de Caza, al cual se iba a incorporar la 1.ª Escuadrilla Azul.
El 28 de agosto se reincorpora a Werneuchen, junto a sus compañeros, permaneciendo en la escuela de caza hasta el 4 de octubre en que parte para el frente, participando ese mismo día en una misión de combate en el Frente Ruso.
Durante los siguientes meses realiza diversos servicios de guerra incendiando el 30 de noviembre una avioneta en el suelo, en las cercanías de Moscú.
El 6 de diciembre es nombrado Teniente Profesional de la Escala del Aire, pasando a depender administrativamente del 21.er Grupo de Caza de Getafe.
El día 12 de diciembre se ordena el repliegue de la Escuadrilla a la retaguardia, no volviendo a entrar en combate hasta su repatriación en marzo de 1942.
La primera escuadrilla azul sirvió un total de seis meses entre entrenamiento, combate en el frente (que fueron dos de ellos), y retaguardia. Sufrió 5 bajas entre los 17 pilotos que la componían (30%).

### Ejército del Aire
En marzo de 1942 regresa a España, incorporándose como piloto al 21.er Grupo de Caza de Getafe, pasando el 27 de mayo destinado al 29.º Grupo de Caza de Gando en 
Las Palmas de Gran Canaria.
El 1 de agosto de 1944 es nombrado jefe de la 1.º escuadrilla, del 29.º Grupo de Caza.
El 4 de abril de 1945 es ascendido a Capitán, quedando como disponible forzoso, en la Zona Aérea de Canarias y África, siendo destinado el 24 de abril a la Academia de Aviación de León, pasando a formar parte de la Plana Mayor.
El 12 de junio de 1945 contrae matrimonio en las Palmas de Gran Canaria con María del Carmen Rieckers, a quien había conocido durante su estancia en dicha ciudad.
En octubre de 1946 es destinado como profesor en plantilla de la Academia de Aviación de León, hasta que en noviembre de 1947, pasa a la Escuela Superior del Aire, y de allí en 1949 al Estado Mayor del Aire, ascendiendo este año a Comandante de Aviación.
En 1952 pasa en comisión de servicio al Escuadrón Experimental de Vuelo, en la Base Aérea de Torrejón del Instituto Nacional de Técnica Aeroespacial, incorporándose en la plantilla en febrero de 1953, como 2.º Jefe de la unidad.

### Barrera del sonido
En 1953 el Gobierno Francés invita al Gobierno Español a mandar pilotos a un curso experimental de aparatos a reacción. El INTA designa al Comandante Zorita y a otros dos compañeros, el capitán de Ingenieros Aeronáuticos Emilio González García y el Teniente ayudante Luis Casado de Pablos. Se les envía a la Escuela de Pilotos de Pruebas (CEV, Centre d´Essais en Vol) en la Base Aérea secreta de Bretigny (Francia).
Tras realizar varios meses de prácticas, el director del Centro concede a Zorita autorización para intentar rebasar la barrera del sonido.
El 5 de marzo de 1954 es el primer español en atravesar la barrera del sonido.
El hecho ocurrió en la Base Aérea de Brétigny (Francia), a bordo de un avión Dassault MD 452 Mystère II del Ejército del Aire Francés (Armée de l'air).
En el parte de vuelo dice: «A los 12 minutos y 40 segundos y a 44000 pies de altura, mi máchmetro señala 0,8. Hay muchas nubes y sólo veo una parte de la pista, casi debajo de mí. A esta velocidad me pongo casi en invertido y tiro de la palanca para ponerme a la vertical, en cuyo momento meto los gases a fondo. Al tirar de la palanca el avión me entra en pérdida pero, después de algunas sacudidas obedece y me encuentro picando a la vertical con el morro apuntando a unos 3 o 5 kilómetros del campo. Sigue subiendo el máchmetro y se estabiliza en 1,01 en cuyo momento comienzo a recoger suavemente para “barrer” el aeródromo y que oigan en el suelo el “bam-bam”. Salí del picado a 27000 pies. Unos 35 segundos después creo que se oyen en el aeródromo dos “bam” muy seguidos y me felicitan por radio. Termino el vuelo sin novedad. He alcanzado de 1,03 a 1,04 de mach y la velocidad supersónica la he mantenido durante 6 segundos».
La velocidad del sonido son unos 1225Km/h, y suponía una dura prueba para piloto y avión, por los fenómenos aerodinámicos, estructurales y fisiológicos que experimentaban, no comprendidos en la época. 
Antes que Zorita, veintidós aviadores la habían atravesado en el Mystere II, habiéndose matado ya diez cuando la pasó éste. Se estrellaron en esa época once de los quince prototipos del aparato fabricados.
Una vez conocida la noticia en España, el Jefe del Estado Mayor del Aire, general Longoria, felicitó por telegrama «al primer piloto español que ha cruzado la barrera del sonido». La noticia tuvo mucha repercusión en la prensa española y francesa. El tema era de actualidad, al sucederse los fracasos. La película inglesa “The Sound Barrier” de David Lean, había causado un gran impacto al exponer las angustiosas sensaciones de pilotos, familiares, ingenieros, médicos, mecánicos, patrones y directivos en esa clase de prueba.
En Francia le fue impuesta la Corbata Supersónica, signo distintivo de los pilotos que habían logrado superar la barrera del sonido, por el famoso piloto francés Constantin Rozanoff, fallecido en accidente aéreo al mes siguiente.
Como consecuencia de este hecho histórico, ser el primer aviador español en pasar la barrera del sonido, la anteriormente llamada calle de Medina Sabuco, del distrito de Tetuán de Madrid lleva su nombre desde 1961, así como una calle en su ciudad natal Ponferrada y otra calle en León.
Durante su estancia en Bretigny, pasó la barrera del sonido en varias ocasiones más, terminando el curso de piloto de pruebas con el N.º 1. El Jefe del Centro de Ensayos en Vuelo francés, Coronel Bonte, le propuso quedarse definitivamente como profesor en la escuela, cosa que declinó.
En marzo de 1956 es nombrado jefe del Escuadrón de Experimentación en Vuelo en el INTA de Torrejón.

### Muerte
Sobre 1955, las empresas españolas Aeronáutica Industrial S.A. (AISA) y Construcciones Aeronáuticas S.A. (CASA) rivalizaban por un pedido de 50 ejemplares de una avioneta de enlace para el Ejército del Aire. Ambas empresas habían desarrollado sendos prototipos para ello. CASA, la Dornier Do-25, diseñada en la Oficina Técnica Dornier en Madrid, y AISA la AVD-12C, diseñada por el prestigioso ingeniero aeronáutico y empresario francés Emile Dewoitine.
El Escuadrón de Experimentación en Vuelo de Zorita tenía la tarea de evaluar los prototipos. La Dewoitine fallaba, reflejado en un duro informe que había escrito el piloto Miguel Entrena tras probarla en el aeropuerto del Prat de Barcelona. La cercanía del fin del periodo de evaluación obligó a que se le diese una nueva oportunidad sin realizarle modificaciones.
A las 12:40 horas del 27 de noviembre de 1956, Zorita despega desde la Base Aérea de Torrejón de Ardoz, en la avioneta I.18 X.L.10 AVD-12C (94-11) para realizar un vuelo de prueba. Durante el vuelo perdió el control del aparato, estrellándose y muriendo en el acto. El fallo fue un “flutter” idéntico al sufrido por Entrena.
Estaba casado y tenía tres hijos pequeños.
Fue ascendido a título póstumo al empleo de teniente coronel.
Había recibido gran diversidad de condecoraciones a lo largo de su carrera, entre ellas la Cruz de Guerra, la Cruz del Mérito Aeronáutico y la Medalla Aérea, máxima condecoración aeronáutica en tiempos de paz, concedida póstumamente.
Durante su carrera militar realizó una gran variedad de cursos de formación: Tripulante de Avión de Guerra, de Vuelo sin Motor, Diplomado en Estado Mayor, Vuelo sin Visibilidad, Vuelo Nocturno, Navegante, Curso de especialización de Cartografía y Aerofotografía, Socorro Aire-Tierra en los Alpes con el Servicio de Búsqueda y Salvamento italiano  y Curso de Transmisiones entre otros.
En 1956 era una de los pilotos más completos del Ejército del Aire, con casi 4500 horas de vuelo en más de 80 tipos de aviones diferentes.
Su hijo Demetrio Zorita Rieckers, siguió los pasos de su padre alcanzando el empleo de Coronel del Ejército del Aire Español retirándose en el año 2011.

## Reconocimientos
En su Ponferrada natal existe una calle llamada "Comandante Zorita" en el Barrio del Temple. Aún permanece con tal nombre.
En mayo de 2018 se cambió el nombre de la calle de Madrid "Comandante Zorita" por "Aviador Zorita".